# Castel dell'Aquila
Castel dell'Aquila è una frazione del comune di Montecastrilli, in provincia di Terni. Il paese si trova ad una altezza di 384 m s.l.m.

## Origini del nome
Il nome proviene dall'aquila che si trova sullo stemma della città di Todi.

## Storia
Il paese venne edificato da Todi sul Colle Nobile, nel 1294, e fu dotato di un castello da utilizzare come avamposto di difesa contro la città di Amelia posto ai confini del territorio.

## Monumenti e luoghi d'arte
- Forte Cesare, forte del XII secolo la cui costruzione è attribuita a Cesare Borgia
- Museo della Civiltà contadina, comprendente oltre 3000 pezzi che ricostruiscono le abitudini della vita e delle attività lavorative agrarie del passato.

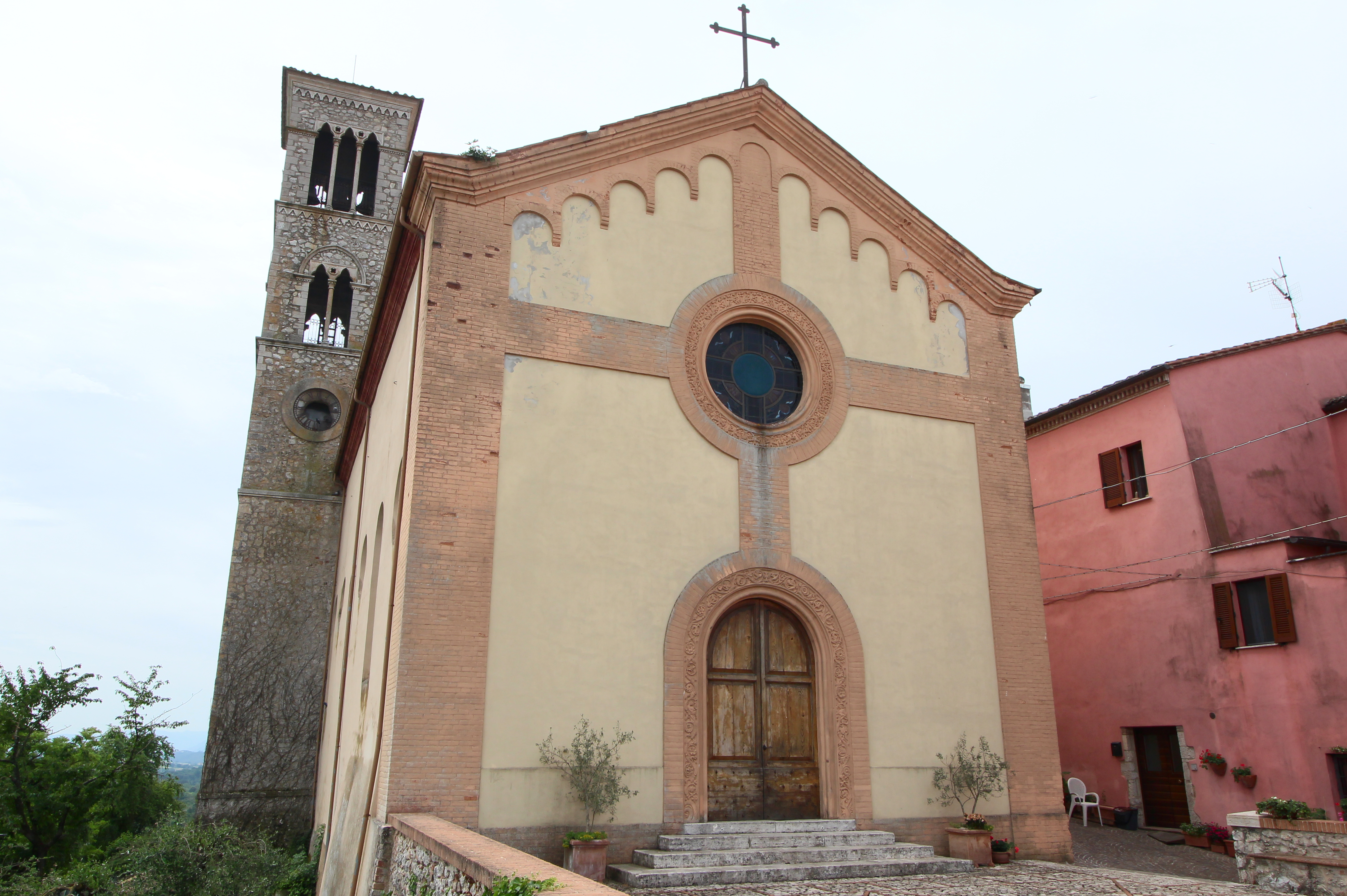
La chiesa dei Santi Giacomo e Marco
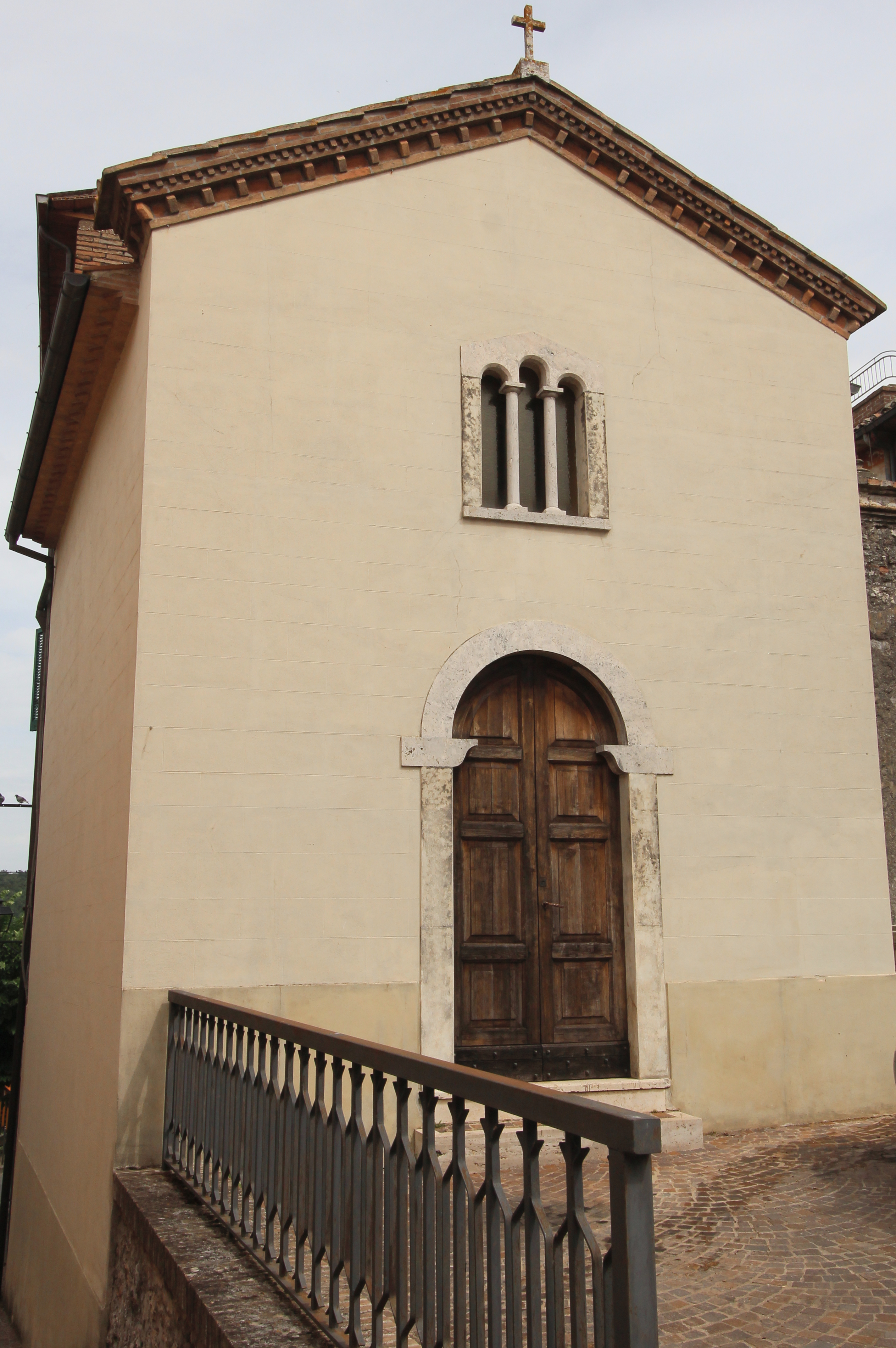
La chiesa del Sacro Cuore
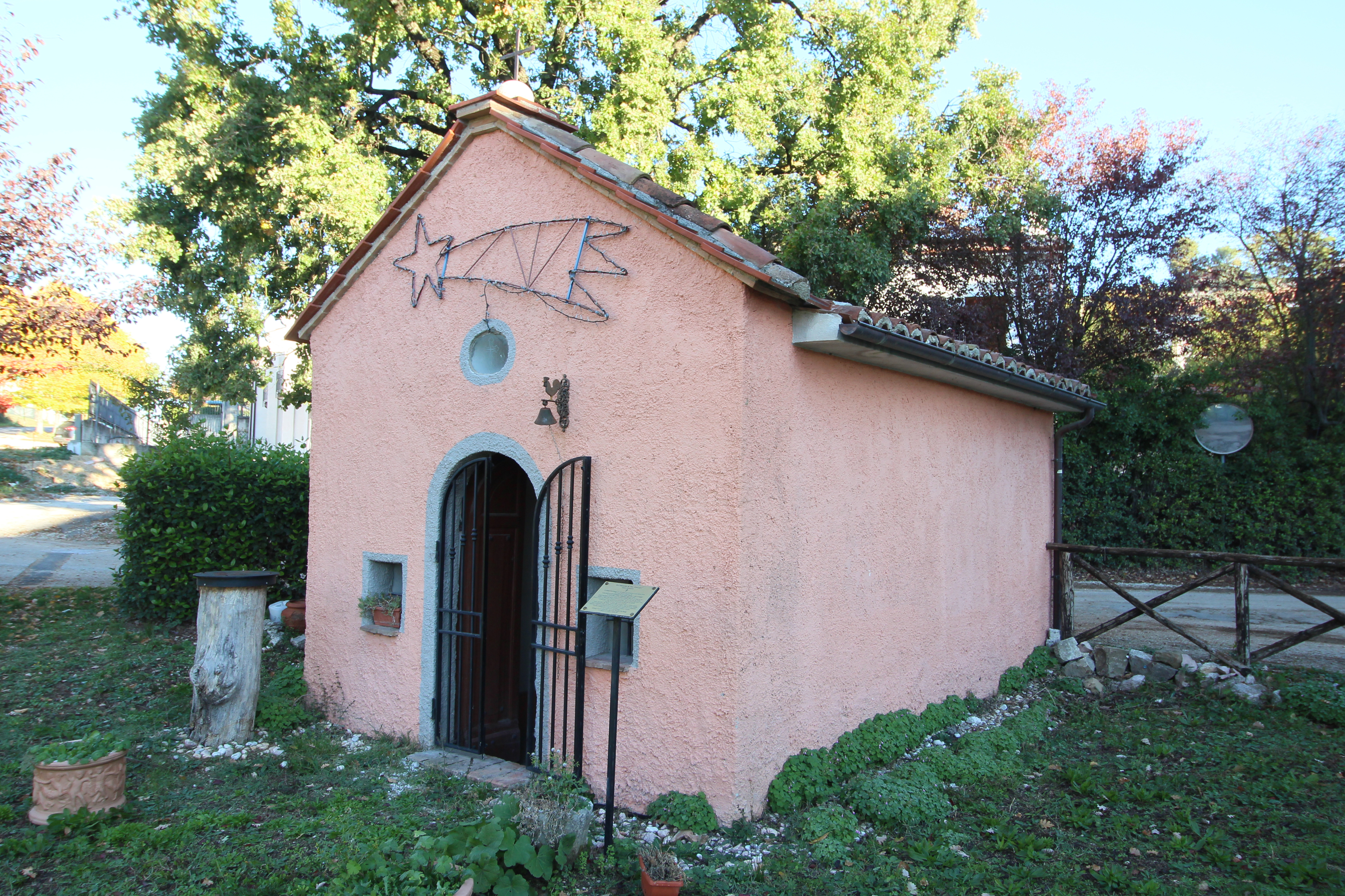
La chiesetta di San Giuseppe
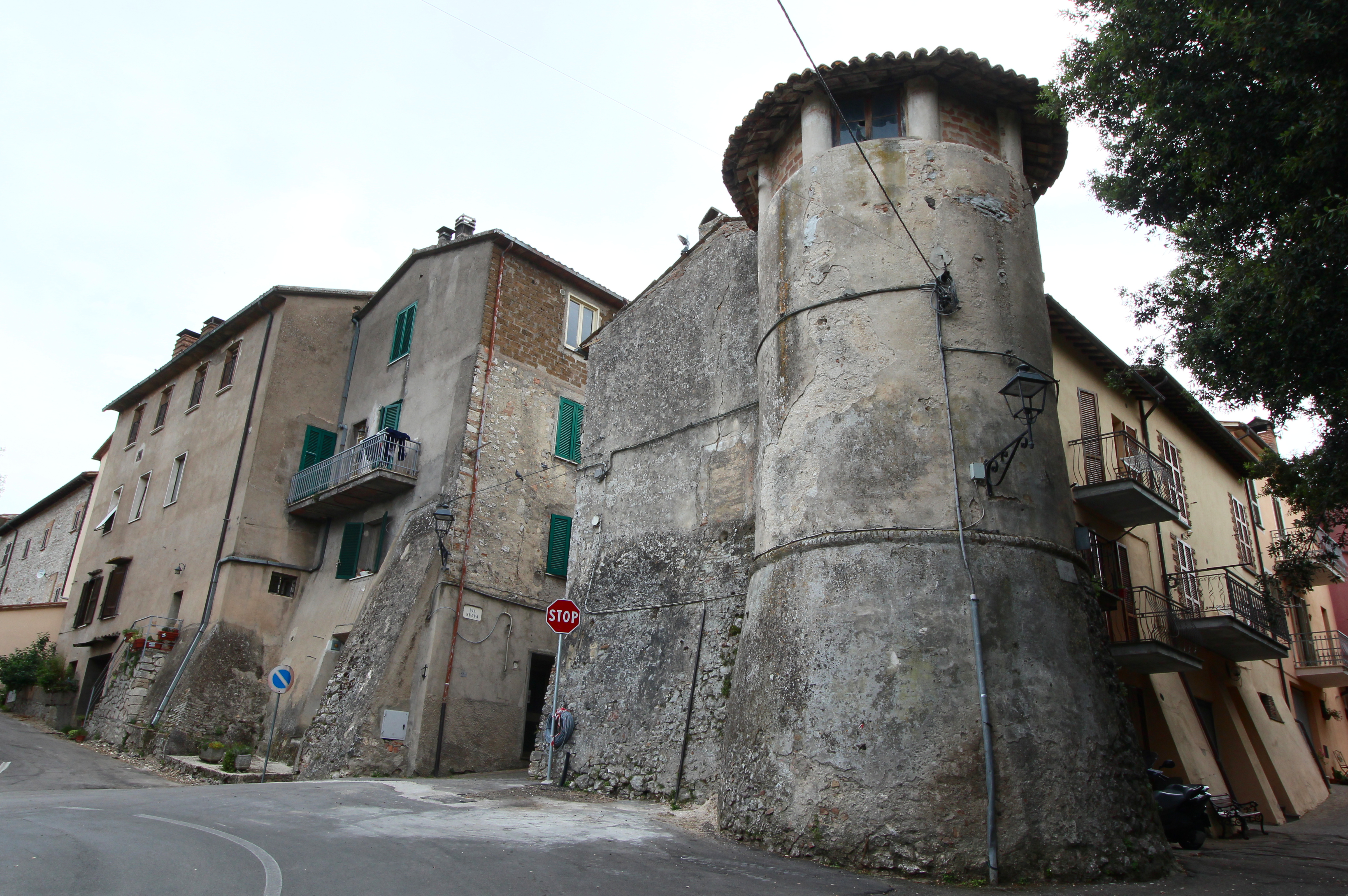
Le mura con torrione
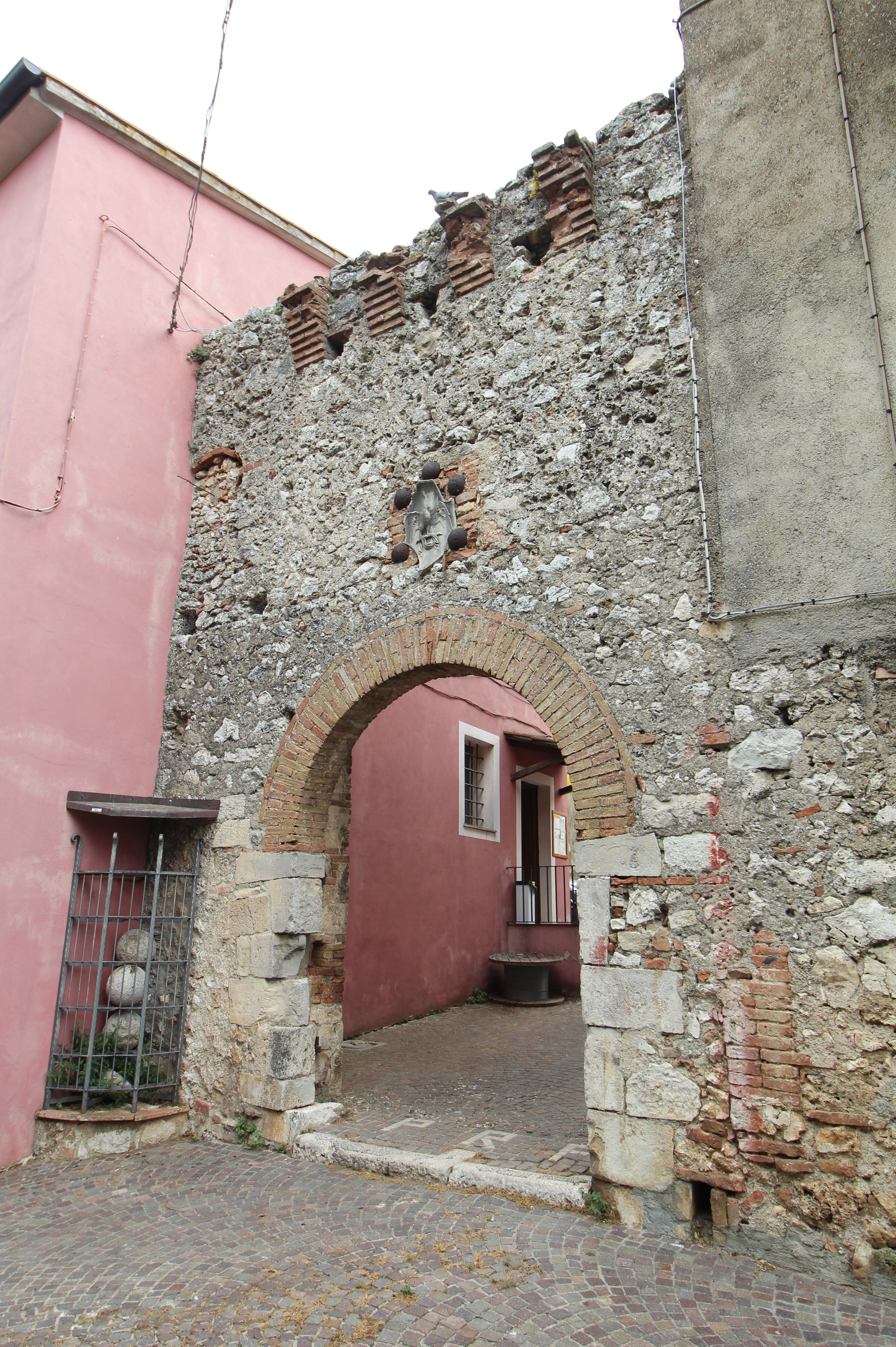
Porta delle mura in Via Borgo

## Feste popolari
Nel mese di luglio vi si svolge la Sagra del Daino.
Nel mese di ottobre si svolge la taverna d'autunno con specialità stinco di maiale